# Avenida Roca y Boloña
La avenida Roca y Boloña es una avenida ubicada entre los distritos de Miraflores y Surquillo, en la ciudad de Lima, capital del Perú. Es nombrada en referencia al monseñor, José Antonio Roca y Boloña.

## Recorrido
La avenida inicia en el cruce con la avenida Tomás Marsano y la calle Juan Torres Higueras, en el límite entre los distritos de  Miraflores y Surquillo. La avenida recorre el distrito de Miraflores a lo largo de dos cuadras, hasta llegar al cruce con la avenida General Ernesto Montagne. Posteriormente, recorre seis cuadras hasta llegar nuevamente al límite entre Surquillo y Miraflores, en el cruce con la avenida República de Panamá. Finalmente, después de tres cuadras, la avenida termina a la altura del parque Las Tradiciones, en el cruce con las avenidas Ricardo Palma y Casimiro Ulloa, donde esta última continúa el recorrido de Roca y Boloña hasta llegar al cruce con la avenida Alfredo Benavides.